# Gesinus Gerhardus Kloeke
Gesinus Gerhardus (G.G.) Kloeke (Schagen, 10 juli 1887 - Leiden, 5 november 1963) was een Nederlands taalonderzoeker, bekend door zijn werk De Hollandsche Expansie, over de invloed van prestigieuze dialecten op minder prestigieuze dialecten.

## Leven en werk
Na zijn jeugd in Zwolle studeerde Kloeke onder meer in Duitsland. Hij promoveerde zowel in Leipzig (1914) als in Amsterdam (1922) op het proefschrift Der Vokalismus der Mundart von Finkenwärder bei Hamburg. Kloeke werd leraar Duits in Winschoten en aan het Stedelijk Gymnasium Leiden (1919-1925). In 1925 werd hij hoogleraar in Hamburg en in 1934 in Leiden (oratie: Deftige en gemeenzame taal).
Kloeke's magnum opus is zonder twijfel De Hollandsche expansie in de zestiende en zeventiende eeuw en haar weerspiegeling in de hedendaagsche Nederlandsche dialecten uit 1927, dat later ook opgenomen werd in de basisbibliotheek.
Om onderzoek naar dialecten te vereenvoudigen, ontwierp hij een systeem van codes voor duizenden plaatsen en gehuchten in Nederland, Duitsland, Vlaanderen en Frans Vlaanderen. Dit coderingssysteem, bekend onder de naam Kloeke-tabel, wordt nog steeds gebruikt, bijvoorbeeld door het Meertens Instituut om dialectologische gegevens te ontsluiten. Kloeke was een veelzijdig wetenschapper, die ook over het Afrikaans schreef.
Kloeke stelde de KNAW voor een dialectcentrale op te richten. De voornaamste taak van de centrale zou de samenstelling van een dialectatlas moeten zijn. In 1930 startte de Dialectencommissie onder leiding van Piet Meertens. De relatie tussen de Commissie en Kloeke was gespannen. In 1939 begon hij zelf met zijn Vlaamse collega Ludovic Grootaers met de uitgave van het eerste deel van de Taalatlas van Noord- en Zuid-Nederland en er dreigde zo twee atlassen te komen. In 1940 kwam men tot een overeenkomst en men koos voor een gezamenlijke voortzetting van de atlas (TNZN) waar Kloeke mee begonnen was. Piet Meertens had al een coderingssysteem ontworpen, maar er werd voor het systeem gekozen dat Kloeke al vijftien jaar eerder had ingevoerd.
Tijdens de Duitse overheersing nam Kloeke in 1942 ontslag. In september 1945 werd hij in Leiden herbenoemd. In 1953 hield hij zijn afscheidsrede Progressief-conservatief.

## Publicaties
- De dialecten en de klankwetten (1921)
- De ondergang van het pronomen du (1926)
- Handleiding bij het Noord- en Zuid-Nederlandsch dialectonderzoek (1926, mit L.J.J. Grootaers)
- De Hollandsche expansie in de zestiende en zeventiende eeuw en haar weerspiegeling in de hedendaagsche Nederlandsche dialecten: Proeve eener historisch-dialectgeographische synthese (1927)
- Ostniederländische Diminutiva (1929)
- Zum Ingwäonismenproblem (1932)
- De Noordnederlandse tegenstelling West-Oost-Zuid weerspiegeld in de a-woorden, een dialectgeografische excursie om de Zuiderzee (1934)
- Herkomst en groei van het Afrikaans (1950)
- Gezag en norm bij het gebruik van verzorgd Nederlands (1951)
- Het taallandschap van onze noordoostelijke provinciën (1955)
- Een oud sjibboleth: de gewestelijke uitspraak van ‘heeft’ (1956)